# John Axel Frithiof Nannfeldt
Johan Axel Frithiof Nannfeldt (1904 - 4 de noviembre de 1985) fue un botánico, y micólogo sueco.

## Biografía
Estudió historia natural en la Universidad de Upsala obteniendo el doctorado en 1932. Fue profesor de botánica en Upsala en 1939, hasta su retiro en 1970.

## Algunas publicaciones
- Eckblad, F-E; L Holm, JA Nannfeldt, E Müller. 1978. Proposal for the conservation of Encoelia (Fr.) Karst. (Discomycetes – Helotiaceae – Encoelioideae). Taxon 27: 309-310
- Holm, L; JA Nannfeldt. 1962, publ. 1963. Fries’s Scleromyceti Sueciae. A study on its editorial history with an annotated check list. Friesia 7 (1): 10-59
- ----; JA Nannfeldt. 1986. Proposal to conserve Propolis Fr. against Propolis (Fr.) Corda (Fungi). Taxon 35 (3): 599-600
- ----; Nannfeldt, JA. 1990. Fungi Exsiccati Suecici, praesertim Upsalienses. Fasc. 67 (N.º 3301, 3350). Thunbergia 10: 20 pp.
- ----; JA Nannfeldt. 1990. Fungi Exsiccati Suecici, praesertim Upsalienses. Fasc. 68 (N.º 3351, 3400). Thunbergia 11: 20 pp.
- ----; JA Nannfeldt. 1992. Fungi exsiccati Suecici, Praesertim Upsalienses. Fasc. 69 (N.º 3401, 3450). Thunbergia 16: 1-22
- ----; JA Nannfeldt. 1992. Fungi exsiccati Suecici, Praesertim Upsalienses. Fasc. 70 (N.º 3451, 3500). Thunbergia 17: 1-39 + 1 retrato
- Hylander, N; I Jørstad, JA Nannfeldt. 1953. Enumeratio Uredinearum Scandinavicarum. Opera Bot. (Bot. Notiser Suppl.) 1 (1): 102 pp.

## Honores

### Membresías
- 1955: N.º. 983 de la Real Academia de las Ciencias de Suecia

- La abreviatura «Nannf.» se emplea para indicar a John Axel Frithiof Nannfeldt como autoridad en la descripción y clasificación científica de los vegetales.[3]